# 1269 en santé et médecine
| Années de la santé et de la médecine : 1266 - 1267 - 1268 - 1269 - 1270 - 1271 - 1272    |
| Décennies de la santé et de la médecine : 1230 - 1240 - 1250 - 1260 - 1270 - 1280 - 1290 |

Cet article présente les faits marquants de l'année 1269 en santé et médecine.

## Événements

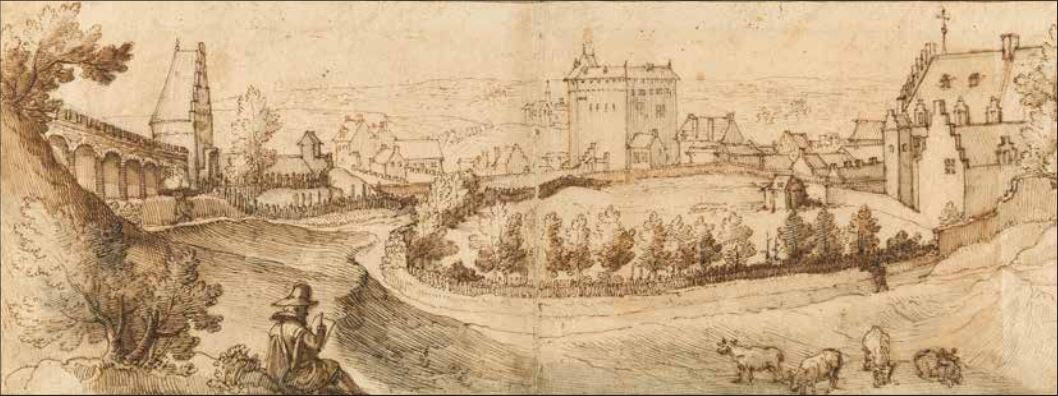
Bruxelles, La Porte de Hal
et la Léproserie Saint-Pierre
Remigio Cantagallina, c. 1612

- Robert, fils puîné du roi Louis IX, fonde un hôpital à Moulins en Bourbonnais[1].

- Une « maison des lépreux […] qui aurait été fondée par les évêques d'Autun » à Lucenay-l'Évêque, dans le Morvan, est attestée dans un aveu de Hugues de Gisors, écuyer[2].
- La léproserie de la Madeleine-lès-Bondies est attestée à Noisy-le-Sec, dans le diocèse de Paris[3].
- Un hôtel-Dieu, peut-être identifiable à l'hôpital Saint-Jacques, est mentionné à Najac, dans le Rouergue[4].
- À Liège, alors capitale d'une principauté épiscopale du Saint-Empire, l'hôpital Saint-Jean l'Évangéliste fondé en 1252 pour accueillir des malades et des infirmes commence à recevoir aussi des béguines[5].
- L'accès à la léproserie de Bruxelles qui deviendra l'hôpital Saint-Pierre est interdit aux étrangers et soumis à un droit d'entrée, les pauvres étant envoyés à Terbank (nl)[6].

## Personnalité
- Fl. : Abdallah Ebra Baccal, médecin né à Tolède, auteur d'un traité sur l'agriculture[7].

## Naissance
- Cecco d'Ascoli (mort en 1327), poète, théologien, philosophe, astrologue et médecin italien, auteur d'un ouvrage de médecine, le Modo di conoscere quali infermità siano mortali o no per via delle stelle (« Manière de connaître quelle maladie est mortelle ou non par l'étude des astres[8] »).

## Décès
- 1269[9] ou 1270[10] : Ibn Abi Usaybi'a (né entre 1194[10] et 1203[9]), médecin et historien de la médecine du Moyen-Orient.